# Fiumicino Aeroporto (stacja kolejowa)
Fiumicino Aeroporto (wł. Stazione di Fiumicino Aeroporto) – stacja kolejowa w Fiumicino, w prowincji Rzym, w regionie Lacjum, we Włoszech. Stacja obsługuje Port lotniczy Rzym-Fiumicino i jest stacją końcową linii Rzym – Fiumicino.
Według klasyfikacji RFI ma kategorią złotą.

## Historia
Stacja została otwarta w maju 1990 roku wraz z linią kolejową Rzym – Fiumicino.

## Opis
Stacja posiada budynek pasażerski, który mieści tory i automaty biletowe.
Wyposażona jest w trzy tory czołowe dla pociągów pasażerskich.

## Ruch pociągów
Z dworca wyruszają wszystkie pociągi regionalne do Fara Sabina, Orte, Poggio Mirteto i pociąg Leonardo Express do Roma Termini. W godzinach szczuty w dni powszednie pociągi kursują co 15 minut do Fara Sabina, co 30 minut do Poggio Mirteto i LeoExp do Roma Termini oraz pociąg co godzinę do Orte.

## Linie kolejowe
- Rzym – Fiumicino